# Одинадцять (Дивні дива)
Одинадцять (ім'я при народженні Джейн Айвз) — головна героїня науково-фантастичного драматичного серіалу жахів Netflix «Дивні дива», написаного та спродюсованого братами Даффер. Головну роль грає британська актриса Міллі Боббі Браун. Одинадцять володіє психокінетичними та телепатичними здібностями. Після удочеріння начальником поліції Джимом Хоппером її офіційне ім'я стало Джейн Гоппер.

## Біографія
Одинадцять — донька Терези «Террі» Айвз і учасниця експериментів, що проводяться Центральним розвідувальним управлінням (ЦРУ). Одинадцять народилася із телекінетичними та екстрасенсорними здібностями. Однак, коли вона використовує ці здібності в значній мірі, вона тимчасово слабшає, і в неї йде кров з носа. Після народження Одинадцять забрав від матері доктор Мартін Бреннер і виховувався як піддослідну в Національній лабораторії Хокінса, щоб розвинути її психокінетичні навички. Якщо її помістити в резервуар сенсорної депривації, вона може використовувати дистанційне спостереження і отримати доступ до інших вимірів. Крім того, Одинадцять може відкривати та закривати портали, відомі як «Ворота», у паралельний вимір під назвою «Навиворіт».
Джейн Айвз народилася з особливими психокінетичними здібностями; Мати Джейн, Террі, була піддана експерименту в урядовій програмі, яка вплинула на Джейн в утробі матері. Після народження Джейн викрав доктор Бреннер і доставив її до Національної лабораторії Хокінса. Джейн було перейменовано на «Одинадцять», будучи одинадцятою з серії дітей, підданих тесту Бреннера. У дитинстві Бреннер перевіряла Одинадцять та здібності інших у лабораторії, весь час відмовляючи їй у доступі до зовнішнього світу.
8 вересня 1979 року таємничий санітар лабораторії Хокінса показав Одинадцять, що Бреннер імплантував дивний пристрій у його шию, і обманом змусив її видалити його своїми силами. Одинадцять незабаром зрозуміла, що санітаром насправді був Генрі Кріл, або Один, перший піддослідний психокінетики лабораторії. У пориві гніву Генрі — його сили відновилися після видалення імпланту — жорстоко вбив інших піддослідних і спробував схилити Одинадцяту до своєї справи. Однак дівчинка відмовилася і здолала його, відправивши через тимчасові ворота в інший вимір. Після цього інциденту Одинадцять впала в кому, відчула амнезію, її сили притупилися.
Через чотири роки, 6 листопада 1983 року, Бреннер підштовхнув Одинадцять до контакту з істотою з альтернативного виміру ', випадково відкривши другий шлюз у лабораторії. Серед хаосу Одинадцять втекла звідти через дренажну трубу; незабаром її знайшли Майк, Лукас і Дастін. Виявивши її здібності, Майк повірив, що вона може допомогти знайти Вілла, їхнього зниклого друга. За час спільного спілкування вони з Майком утворили міцний зв'язок. Намагаючись захистити своїх друзів, Одинадцять зрештою знищила монстра, якого вона випустила на волю під час розборок у середній школі Хокінса, таємничим чином зникаючи в процесі.
Одинадцять вижила і таємно почала жити з Джимом Хоппером у старій хатині його діда. Розчарована розлукою зі своїми друзями, Одинадцять вирішила кинути виклик наказам Хоппера та вирушила в подорож самопізнання, розкриваючи своє минуле. Зрозумівши, що вона не може залишити своїх друзів, вона повернулася до Хокінса, возз'єднавшись зі своїми союзниками, щоб допомогти їм нейтралізувати іншу надприродну загрозу, яка отримала назву «Мозкожер». Потім Хоппер удочерив Одинадцяту, тепер її офіційне ім'я «Джейн Хоппер».
До літа 1985 року Одинадцять подружилися з Макс, а її романтичні стосунки з Майком продовжували розквітати. Дізнавшись, що Мозкожер повернувся, щоб сіяти хаос у Хокінсі, вона та її друзі почали намагатися перемогти його. Під час їхньої боротьби, Одинадцять отримала травму і пізніше втратила доступ до своїх сил.
Після зникнення Хоппера, Одинадцяту прийняла до себе сім'я Баєрс, яка переїхала в Каліфорнію, під наглядом доктора Сема Оуенса. Їй було важко пристосуватися до свого нового життя, особливо коли вона жила без своїх сил і була мішенню для хуліганів. У 1986 році, проводячи весняні канікули з Майком, Оуенс повідомив їй про нове зло, яке загрожує Хокінсу; вона погодилася взяти участь у експериментальній схемі, створеній Оуенсом і Бреннером, призначеній для відновлення та навіть посилення її здібностей. Під час процесу Одинадцять знову пережила свої витіснені спогади (вона дізналася, що Один відповідальний за різанину 1979 року). Пізніше підполковник Салліван очолив військову спробу вбити Одинадцять, але вона втекла з об'єкта за допомогою Майка, Вілла, Джонатана та Аргайла. Одинадцять намагалася допомогти своїм друзям у Хокінсі за допомогою психічної проекції.

## Особистість
Вихована у Національній лабораторії Хокінса і повністю позбавлена соціалізації, Одинадцять була боязккою,  замкненою і надзвичайно обережною з іншими людьми. Однак вона стала захищати та виявляти непохитну відданість тим, хто піклувався про неї, особливо Майку, в якого вона закохалася. Якби Одинадцять спробувала ігнорувати накази доктора Бреннера , перебуваючи під його контролем, її зачинили б у тісній кімнаті як покарання, можливо, на години поспіль. Ці болісні переживання призвели до того, що вона розвинула важку клаустрофобію. Вона також демонструвала деякі ознаки посттравматичного стресового розладу, часто згадуючи свій жахливий досвід у лабораторії після втечі. Незважаючи на те, що її життя затьмарене людьми, які маніпулювали нею та знущалися над нею, Од виявляється неймовірно чуйною, милою та цікавою до світу. Життя викликало у неї неймовірну емоційність. Од ніколи не втрачає співчуття, але починає бути обережною щодо того, до кого висловити це співчуття. Друзі та родина Одинадцять є для неї головним пріоритетом, вона готова зробити для них усе, навіть якщо це загрожує її життю. Епізоди сильного стресу та страху могли активувати здібності Одинадцяти, вивільняючи їх непередбачуваним і іноді небезпечним способом. Вона не бажала завдавати шкоди невинному життю і не мала злих намірів, але іноді була змушена калічити чи вбивати в екстремальних обставинах. Вона не сприйняла це легковажно, оскільки ці випадки завжди супроводжувалися сильним почуттям провини. Кожного разу, коли їй доводилося вдаватися до вбивства, вона робила це для самозахисту. Через дуже обмежений словниковий запас вона не могла ефективно висловлювати свої думки та емоції та майже не розуміла простих понять, таких як дружба чи обіцянки. Ці труднощі у спілкуванні часто призводять до непорозумінь з її друзями. Незважаючи на це, вона швидко вчилася і знайшла креативні способи пояснення концепцій. Після майже цілого року життя з Хоппером словниковий запас Одинадцяти значно розширився, хоча їй усе ще важко було зрозуміти складні слова. Одинадцять також вчиться бути більш незалежною, коли вона починає дружити з Макс Мейфілд і починає робити власний вибір.

## Сили
1. Телекінез - її найбільш повторювана сила, вона здатна маніпулювати об'єктами, людьми та істотами. Коли він посилюється емоціями, її телекінез достатньо сильний, щоб піднімати великі та важкі предмети. Одинадцять також могла використовувати цю здатність для нападу та нанесення фізичної шкоди людям (головним чином для самозахисту). Вона могла певною мірою впливати на внутрішні органи.
2. Левітація. За допомогою телекінезу Од могла підвішувати об’єкти в повітрі, змушуючи їх левітувати. Пізніше Одинадцять сама піднялася в повітря, здавалося, як ненавмисний побічний ефект, коли вона закривала Ворота.
3. Воскресіння — за деяких обставин Одинадцять може навіть воскресити померлого.
4. Телепатія - часто використовується в тандемі з її здатністю дистанційного перегляду. Коли вона визначила свою ціль, вона може вибрати спілкування з нею подумки.
5. Проникнення в розум — Одинадцять може входити в розуми інших, контактуючи з ними через Порожнечу.
6. Зчитування пам'яті - Одинадцять може переглядати спогади інших, зв'язавшись з ними через Порожнечу.
7. Психометрія або "читання символів-об'єктів". Од може отримати інформацію про людину, торкаючись пов'язаних з нею об'єктів.

## Відносини з персонажами
1. Майк Вілер
Одинадцять і Майк зав'язали тісні стосунки за короткий час знайомства в 1983 році. Майк став найближчим до Одинадцяти з трьох хлопців, частково через те, що вона залишалася в його будинку. Хоча згодом Дастін і Лукас стали довіряти їй, Майк був першим, хто це зробив, прийнявши її у свій дім і зберігаючи її в таємниці від своїх батьків. Повага Майка й захоплення Од зросли, коли вона допомагала й захищала його та інших у пошуках Вілла. Майк був спустошений її зникненням; він дзвонив Од 353 дні поспіль. Після майже року розлуки вони нарешті возз’єдналися. Після цього Одинадцять і Майк відвідали Сніжний бал, де вони поділилися своїм другим поцілунком і станцювали під «Every Breath You Take». Їхні стосунки особливо процвітали влітку 1985 року. Однак Хоппер все більше дратувався цими стосунками, погрожуючи Майку та змушуючи його припинити зустрічатися з Одинадцять. Це змусило Одинадцять розлучитися з Майком, але пізніше вони помирилися після того, як Майк пояснив ситуацію. Одинадцять і Баєрси переїхали до Ленора-Хіллз. Перед від’їздом Од і Майк планували побачитися на День Подяки та Різдво. 
Навесні 1986 року Одинадцять і Майк підтримували зв'язок через листи. Пізніше Майк, Вілл, Аргайл і Джонатан вистежили Одинадцять на об’єкті проекту в Неваді. Вони працювали разом, щоб боротися з новим злом, яке тероризує Хокінс; під час останньої битви проти Векни Майк виголосив пристрасну промову, у якій він підтвердив свою любов до неї та назвав її своїм «супергероєм», що спонукає Одинадцять дати відсіч.
2. Макс Мейфілд
Незважаючи на початкову неприязнь Одинадцяти до Макс, вони стали близькими друзями. Макс повела Од до нового торгового центру Starcourt, щоб підняти їй настрій. Незабаром дівчата зблизилися протягом дня, приміряючи одяг, фотографуючись, жартуючи над хуліганами та отримуючи морозиво. Макс заохотила Од бути незалежною від  схвалення батька чи Майка. Двоє почали глибоко довіряти та піклуватися одна про одну. Сперечаючись із Майком, Макс сказала йому, що Од цілком здатна приймати власні рішення. Через три місяці Макс і Од зі сльозами обійняли одна одну перед від’їздом Од до Каліфорнії.
У березні 1986 року, Одинадцять  хвилювалася за безпеку Макс. Пізніше Од вирішила, що буде битися з Векною, «підключившись» до розуму Макс через Порожнечу, захищаючи подругу. Одинадцять використала свої здібності, щоб перезапустити серце Макс, врятувавши їй життя.
3. Джим Хоппер
Хоппер був союзником Одинадцяти, а згодом став її прийомним батьком. Зникнення Одинадцятої нагадало Хопперу про втрату його доньки, і він вирішив знайти її. Зрештою Хоппер знайшов Одинадцять у лісі та почав піклуватися про неї, переселивши її до старої хатини свого дідуся.
Після закриття лабораторії Хокінса Хоппер офіційно взяв Одинадцять як свою прийомну дочку.
У 1985 році, проживши з Хоппером більше року, Одинадцять стала бачити в Хоппері свого батька. Вона залишалася з ним близькою, хоча йому не подобалося, що вона проводила з Майком так багато часу. Коли вони знову зустрілися з Хоппером у торговому центрі Starcourt Mall, Одинадцять і Хоппер провели емоційну розмову. Однак після поразки мозкожера, Одинадцять із засмученням дізналися, що Хоппер нібито був вбитий під час спроби закрити ворота. Через рік, у 1986 році, Одинадцять продовжувала сумувати за Хоппером. Вона навіть зробила історичний проект про Хоппера, щоб вшанувати його пам’ять. Коли Анджела висміяла Хоппера, Одинадцять була готова напасти на Анджелу, щоб захистити свого прийомного батька та пам'ять про нього. Після тимчасової перемоги над Векною, Одинадцять зі сльозами возз’єдналася з Хоппером, який, як виявилося, живий. Зрадівши, що бачить Хоппера живим, Одинадцять тепло обійняла його.
4. Вілл Баєрс
У 1983 році Од знайшла Вілла в Порожнечі, сказавши йому почекати ще трохи, і що його мати прийде, щоб врятувати його. 
У 1986 році Одинадцять і Вілл зблизилися після переїзду в Каліфорнію, де вони почали навчання в середній школі. Од часто зазнавала знущань з боку однолітків, але Вілл підтримував її.Зрештою Вілл допоміг Одинадцятій у розширенні її здібностей, щоб боротися зі злом.
5. Мартін Бреннер
Доктор Мартін Бреннер експериментував з Террі Айвз. Виявивши її вагітність, Бреннер забрав дитину відразу після народження, виховуючи її в лабораторії Хокінса під ім'ям Одинадцять. Протягом усього дитинства з Одинадцятьом поводилися жорстоко і суворо. Бреннер був для Одинадцяти єдиним джерелом соціальної активності, тому вона стала залежною від його уваги. Коли Одинадцять поводилася добре, Бреннер «нагороджував» її прихильністю. Коли Одинадцять не послухалася його, вона піддалася жорстоким психологічним тортурам. Навіть коли Одинадцять була слухняною, вона проводила більшу частину свого часу в одиночній камері. Єдиним справжнім інтересом Бреннера до дівчини була її надзвичайна сила; її фізичне або психічне здоров'я мало лише добічне значення для його мети. Коли Одинадцять здійснила надзвичайні подвиги, Бреннер, здавалося, пишався її досягненнями. Після того, як Одинадцять втекла з лабораторії та вперше відчула щиру любов, вона нарешті змогла побачити крізь фасад Бреннера. Коли він зрештою знайшов її і пообіцяв відвезти додому, вона відхилила його пропозицію. 
У 1986 році Бреннер і Сем Оуенс створили проект з метою відновити психічні здібності Одинадцяти та посилити їх до більш сильного рівня. Хоча спочатку вона відмовлялася, зрештою поступилася, знаючи, що її друзі, решта Хокінса та світ залежать від неї. Незважаючи на те, що проект успішно відновив сили Одинадцяти, Бреннер оглушив її та Оуенса. Нарешті в Одинадцяти вистачило хоробрості, щоб протистояти чоловікові, який виховував більшу частину її життя. Підполковник Салліван привів свої війська до оперативної бази Бреннера, і його людям вдалося смертельно поранити останнього, коли він намагався доставити Одинадцяту в безпечне місце. Після того, як Одинадцять знищила небезпеку, Бреннер сказав їй, що все, що він зробив, було для її власного блага, перш ніж благати її про прощення. Однак Одинадцять просто відповіла: «До побачення, тату», і поїхала зі своєю прийомною родиною.
6. Дастін Хендерсон
Початкове ставлення Дастіна до Од було десь між відвертістю Майка та скептицизмом Лукаса. Після того, як Одинадцять врятувала його та Майка від хуліганів, він з гордістю заявив, що вона їхній друг і з того моменту дуже піклувався про неї.
У 1985 році Од використала свої сили, щоб знайти Дастіна в торговому центрі Starcourt і прийшла йому на допомогу, зупинивши росіян. Після того як вона врятувала Дастіна, вони радісно обійнялися. 
У 1986 році після тимчасової перемоги над Векною, Одинадцять повернулася до Хокінса та возз’єдналася з Дастіном, розділивши з ним теплі обійми.
7. Лукас Сінклер
Спочатку Лукас тримався від Одинадцятої на відстані, вважаючи, що вона відволікає увагу від пошуків Вілла. Одинадцять, якій бракувало соціальних навичок і впевненості, не змогла переконати його, що вона справді на їхньому боці. Однак після того, як Лукас зрозумів, що вона має оберігає хлопців подалі від небезпечних сил у лабораторії Гокінса, його думка про неї змінилася. Після зустрічі дітей Одинадцять і Лукас вибачилися одне перед одним і залишилися дружніми.
У 1985 році Лукас та Одинадцять залишилися близькими друзями та працювали разом, щоб боротися з мозкожером. 
Після відновлення своїх сил у березні 1986 року Одинадцять  допомогла Лукасу захистити Макс за допомогою психічної проекції. Одинадцять зустрілася з Лукасом через два дні, дивлячись на Макс в лікарні.
8. Террі Айвз
Хоча Террі є її біологічною матір’ю, спочатку Одинадцять не знали ні про неї, ні навіть про те, що Бреннер викрав її при народженні. Однак Террі відчайдушно намагалася повернути свою доньку і все ще вірила, що  одного разу вона повернеться. Однак, коли Одинадцять нарешті зустріла свою матір, вона була розбита серцем, побачивши її у стані кататоніки , і дізналася, що лабораторія Хокінса відповідальна за те, що її мати була психічно нестабільною. Хоча Одинадцять сумувала і жахалася трагічної долі своєї матері, вона все одно любила її.
9. Джойс Баєрс
У 1983 році, коли її син пропав безвісти, Джойс попросила Одинадцять допомогти знайти Вілла в Навивороті. Однак, на відміну від Бреннера, Джойс була надзвичайно терплячою і доброю до дівчинки. Джойс похвалила Од за хоробрість і подякувала за допомогу її родині. 
У 1985 році Одинадцять підтримувавла хороші відносини з Джойс, яка підтримувала її стосунки з Майком. Джойс прийняла Од і приєдналася до родини, щоб переїхати з Гокінса. У день переїзду Джойс виявила лист Хоппера до Майка та Од. У свою чергу, вона дала його почитати  Одинадцятій. 
У 1986 році Од стала вважати Джойс своєю матір’ю. 29 березня, після тимчасової перемоги над Векною, Од возз’єдналася з Джойс у Хокінсі і дізналася, що вона  поїхала до Росії, щоб врятувати Хоппера, якого викрав російський уряд. Після возз'єднання вони обійнялися.

## Цікаві факти
1. Одинадцять дуже любить їсти Eggos. Це видно протягом багатьох серій.
2. Багато одягу Од у серіалі є подарунками інших персонажів: У першому сезоні, першої ночі, коли Од залишилася, Майк дав їй свій светр і спортивні штани, які він носив напередодні. Рожева сукня, яку вона носить до кінця сезону, спочатку належала Ненсі. У другому сезоні більша частина одягу Од - великі картаті сорочки на ґудзиках - спочатку належали Хопперу. У третьому сезоні Од спочатку продовжує носити старий одяг батька, але це змінюється, коли Макс бере її в торговий центр і купує їй більш модного вбрання. У четвертому сезоні одяг Од, який складається з картатих сорочок і футболок, належить Віллу та Джонатану.
3. Одинадцять говорить лише 246 слів за весь перший сезон.
4. Хоча вік Одинадцятої ніколи чітко не вказується, було згадано, що Террі шукала свою доньку протягом дванадцяти років, вказуючи, що їй було 12 років під час подій першого сезону, поміщаючи її народження в 1971 році разом з рештою її друзів. Однак книга «Підозрілий розум» суперечить тому, що пропонується в серіалі, замість того, поміщаючи її народження в червень 1970 року.
5. Світла перука, яку вона носила протягом першого сезону, спочатку належала бабусі Майк, яка померла від раку. Насправді ця перука була однією з найдорожчих, оскільки багато простих/дешевих перук, які купила команда, або не виглядали достатньо реалістично, або викликали сильний свербіж шкіри голови Міллі Боббі Браун.
6. Одинадцять спочатку повинна був померти в кінці першого сезону, але брати Даффери врешті-решт відмовилися від цієї ідеї.
7. З усіх відвідувачів Навивороту  вона провела там найменше часу.
8. Одинадцять є призначеним Партією «магом» в грі D&D.
9. Під час Сніжного балу Одинадцять отримала синю гумку для волосся, яка спочатку належала покійній доньці Хоппера, Сарі. Вона продовжує носити гумку для волосся з другого сезону.
10. Улюбленими кольорами Од є жовтий і фіолетовий, оскільки Майк дарує їй квіти обох кольорів, які він власноруч зібрав у Хокінсі, а сам також одягається в жовто-фіолетове.
11. Показано, що Одинадцять любить піцу з ананасами, що не подобається Майку (поки він не спробує її сам).
12. Перстень, який Одинадцять носить у четвертому сезоні, був подарунком Майка десь між 1985-86 роками.
13. З усіх членів партії вона плакала найбільше, у двадцяти одній серії.
14. У спальні Од як у третьому, так і в четвертому сезоні багато писанок. Також у неї біля ліжка висять малюнки, зроблені Віллом.
15. За словами голови перукарського відділу серіалу Сари Хіндсгаул, зовнішність Од, схожа на Джойс у четвертому сезоні, походить від того, що Джойс стригла своїх дітей, щоб заощадити гроші. Шанувальники відзначили, наскільки схожа Міллі Боббі Браун на Вайнону Райдер у молодості.